# アミアイゴ
アミアイゴ（学名：Siganus spinus）はアイゴ科に属する魚類である。基準標本の採取地はジャワ島である。沖縄では幼魚をスク、成魚をエーグヮーまたはエーと呼ぶ。

## 分布
分布域はインド及び西太平洋 地域で、スリランカ、アンダマン海、タイ、ミャンマー、マレーシア、フィリピン、日本、台湾、ベトナム、中国 沿岸、インドネシア、ニューギニア、豪州、ミクロネシア連邦、パラオ、マリアナ諸島、マーシャル諸島、ナウル、ソロモン諸島、フィジー諸島、ニューカレドニア、トンガ、バヌアツ、サモア諸島、クック諸島やニウエ、キリバス等の海域である。水深1メートルから50センチメートルの浅い所に棲息する。

## 特徴
体は上半分が黄褐色、下半分が白色を呈する。側面には灰色の虫食い状斑が入り、場合によっては不規則な網目状の紋様となり、黒い斑点が見られる場合もある。頭部は茶褐色で虫食い状斑ははっきりとしない。尾鰭の後縁は截形を呈している。背鰭は棘条13本、軟条10本、臀鰭は棘条7本、軟条9本である。体長が最大28センチメートルに達するものもいるが、通常18センチメートル程度である 。このほか、各鰭の棘条には毒腺があり、刺されると激痛を伴う場合があるので注意が必要である。釣り等で漁獲した後には刺条を除去した方がよい。

## 生態系
本種は暖水性沿岸魚の小型種に属し、岩礁や珊瑚礁に棲息し、岩や珊瑚に生える藻類を食べる。

## 利用
成魚にはあまり用途がないが、幼魚（スク）は「スクガラス」と呼ばれる塩漬けの原料として沖縄県で重用されており、旧暦6月から7月の大潮の時期が漁獲の最盛期となっている。